# 소비세
소비세(消費稅, 영어: consumption tax)는 소비에 대해 부과되는 조세이다.
소비세는 상품과 서비스에 대한 소비 지출에 부과되는 세금이다. 이러한 세금의 과세표준은 소비에 소비된 돈이다. 소비세는 일반적으로 판매세 또는 부가가치세와 같이 간접적이다. 그러나 소비세는 홀라부시카(Hall–Rabushka) 일률 과세(en:Hall–Rabushka flat tax)와 같은 직접 개인 과세의 한 형태로 구성될 수도 있다.

## 종류
- 부가가치세
- 영업세
- 물품세
- 지출세

## 같이 보기
- 물품세
- 토지가치세
- 죄악세
- 부가가치세
- 윌리엄 페티